# Theodor Messerschmidt

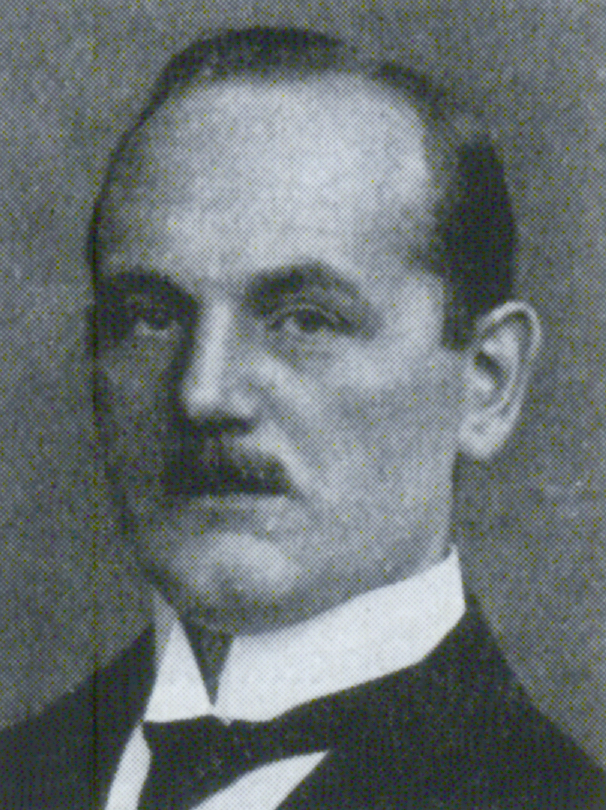
Theodor Messerschmidt, um 1931

Theodor Albert Heinrich Messerschmidt (* 16. Mai 1886 in Hannover; † 7. Juli 1971 ebenda) deutscher Mediziner und Parlamentarier. 

## Leben
Theodor Messerschmidt studierte Medizin und wurde 1910 in Straßburg promoviert. 1911 erhielt er seine Approbation, 1916 wurde er habilitiert und wurde Privatdozent für Hygiene und Bakteriologie an der Universität Straßburg. 1920 wechselte er an die Technische Hochschule Hannover, wo er eine Privatdozentur für soziale Hygiene erhielt. 1922 wurde er hier Dozent für allgemeine Jugendpflege und 1922 nichtbeamteter außerordentlicher Professor. Seit 1929 lehrte Messerschmidt auch Schulhygiene an der Pädagogischen Akademie in Hannover. 
Theodor Messerschmidt gehörte von 1929 bis 1932 dem Provinziallandtag der Provinz Hannover an. Er war Abgeordneter der Deutschen Hannoverschen Partei (DHP) für den Wahlbezirk Hannover Stadt. Messerschmidt trat der SA bei. 1944 übernahm er das staatliche Medizinaluntersuchungsamt in Hannover und leitete das Kreiswehruntersuchungsamt. Er wurde 1953 in der Sektion Mikrobiologie und Immunologie als Mitglied in die Deutsche Akademie der Naturforscher Leopoldina aufgenommen.